# Список председателей Учредительного собрания Франции (1789—1791)

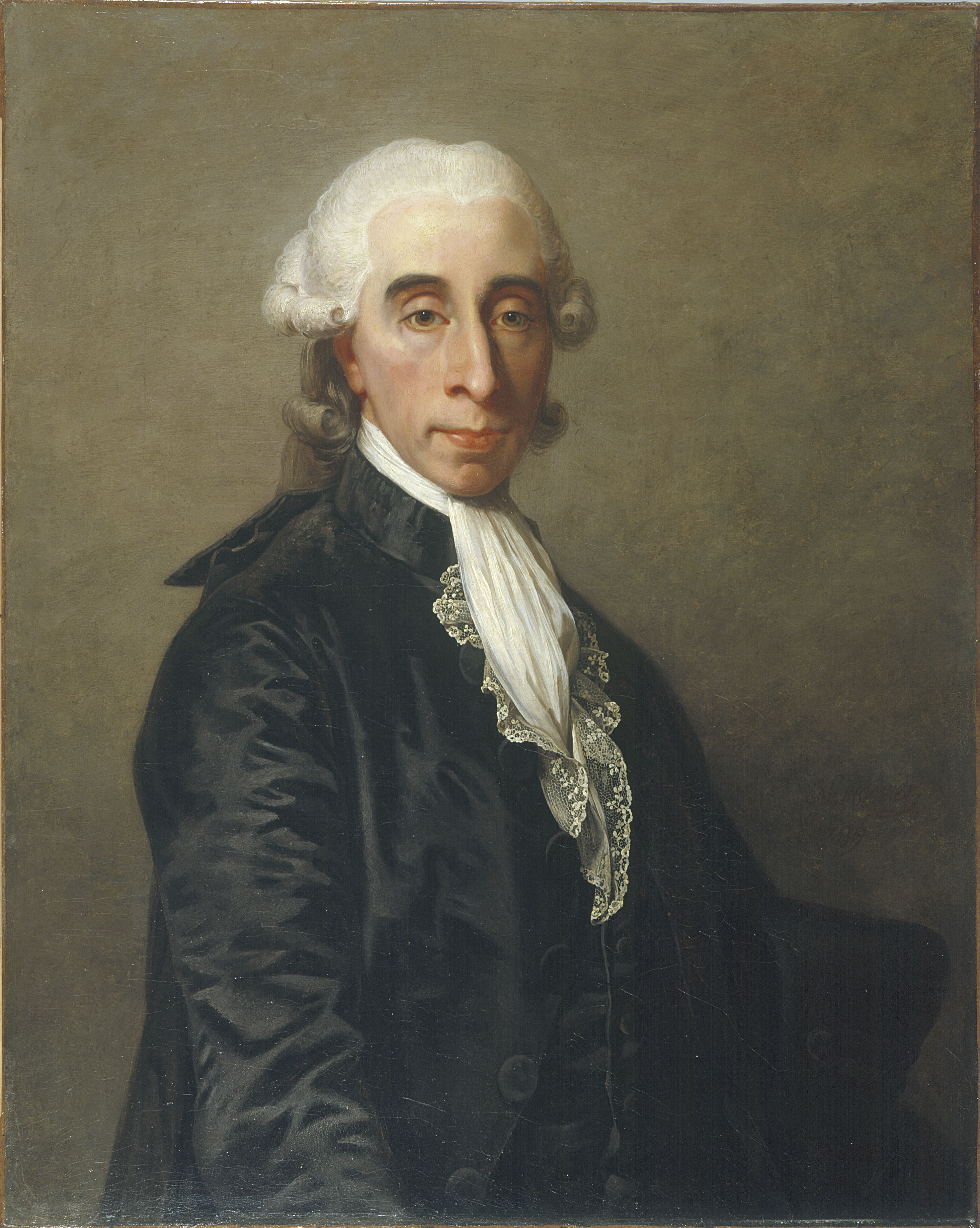
Первый председатель Национального собрания — Жан Сильвен Байи.

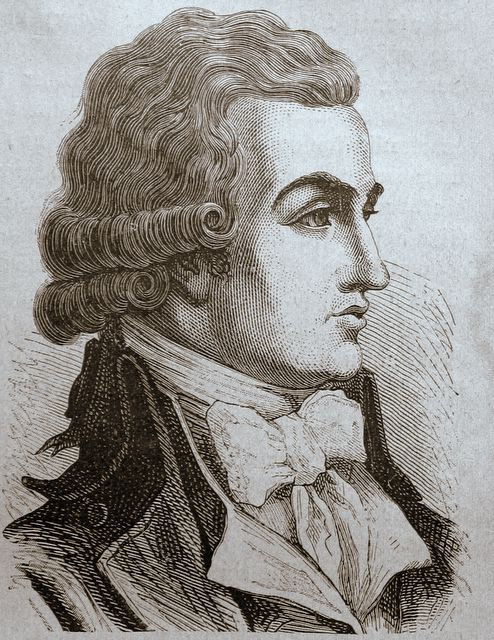
Антуан Барнав выполнял обязанности председателя осенью 1790 года.

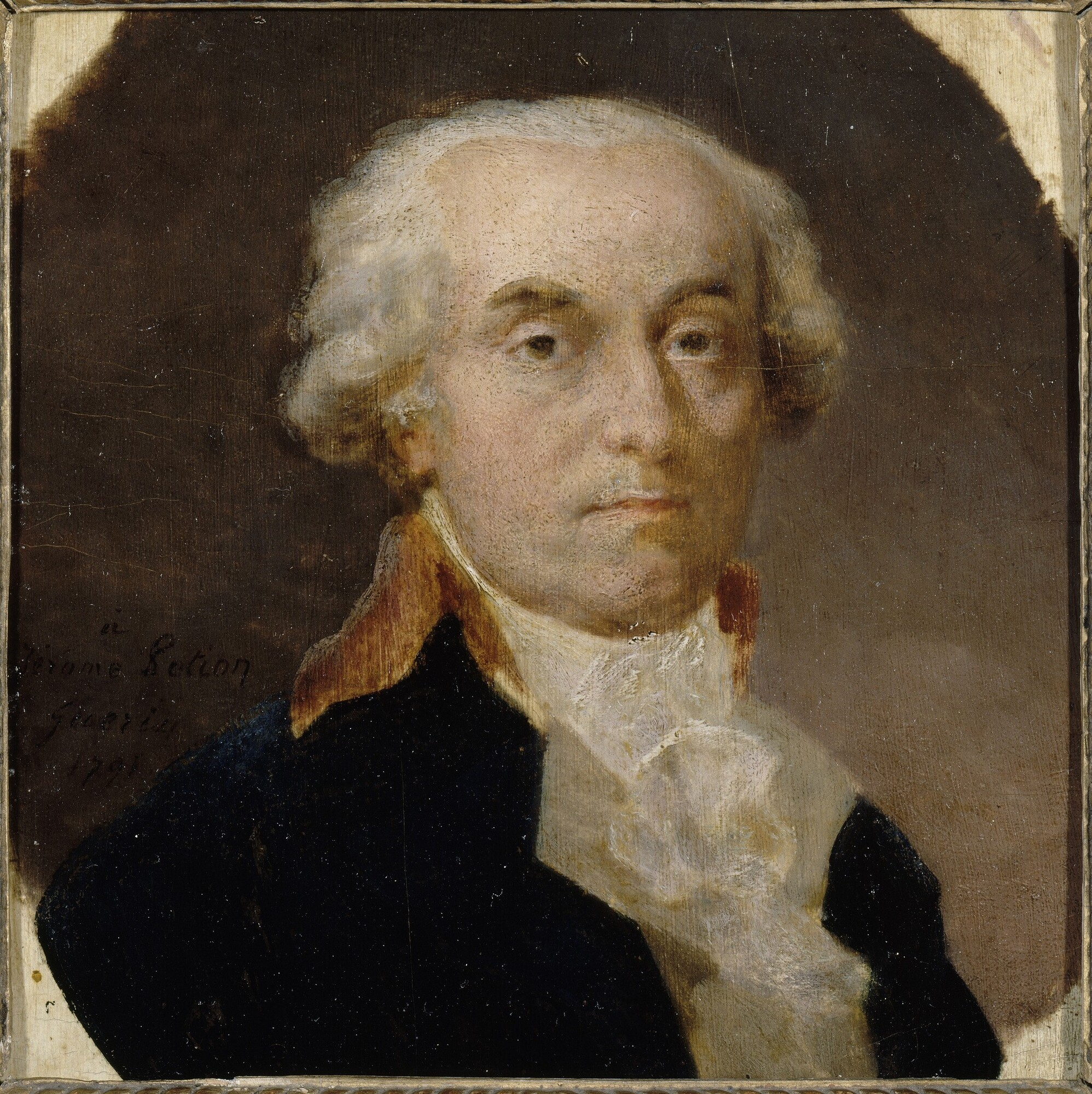
Жером Петион — будущий мэр Парижа, один из наиболее радикальных депутатов.

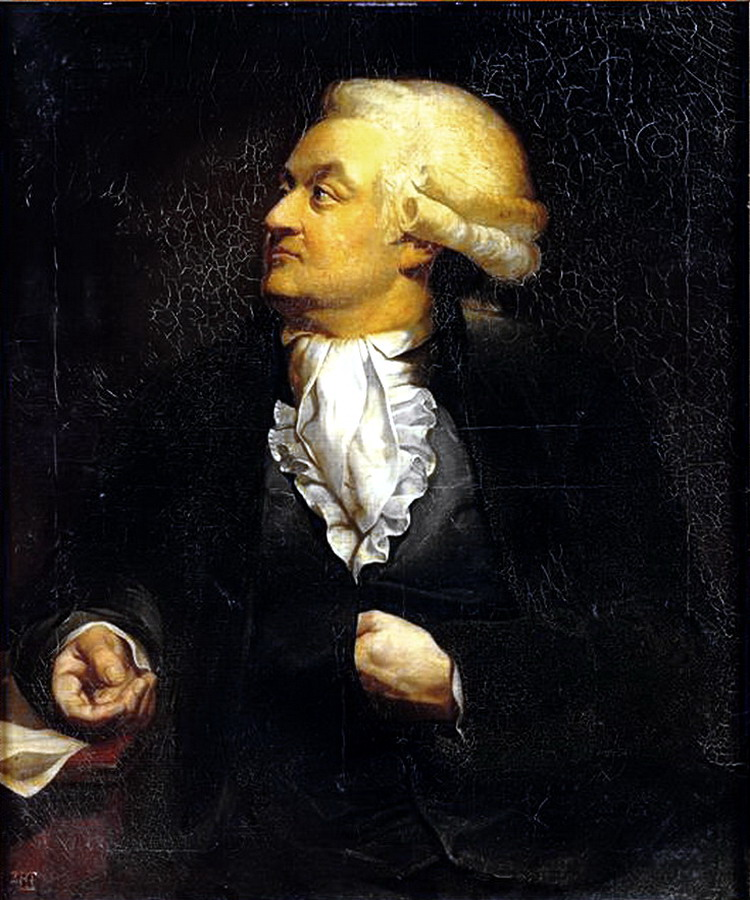
Незадолго до своей смерти председателем Собрания был избран граф де Мирабо.

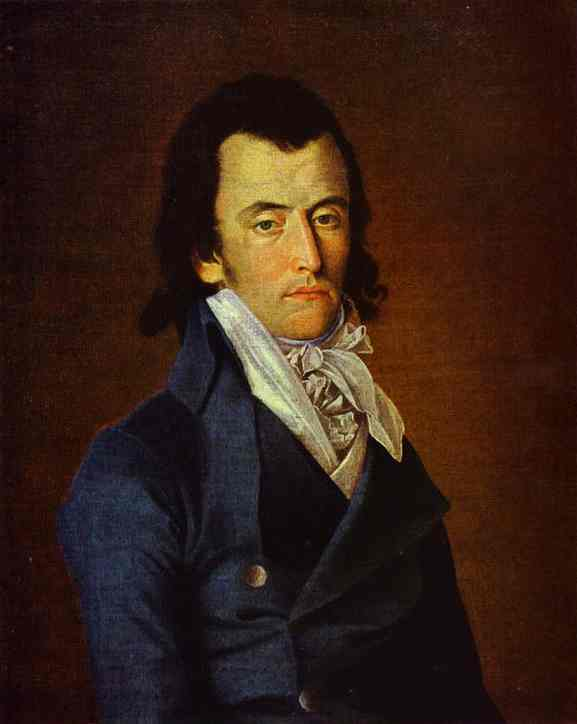
Маркиз Александр Богарне председательствовал в Ассамблее во время бегства короля в Варенн.

Согласно установленному регламенту, председатель Учредительного собрания Франции (фр. L'Assemblée constituante) замещал эту должность в течение 2 недель. Он выбирался всеми депутатами Ассамблеи. Голосование проводилось 63 раза, но так как некоторые депутаты отказывались занять кресло председателя (герцог Орлеанский, Жак Гийом Туре), а другие избирались дважды или трижды (Станислас де Клермон-Тоннер, Антуан д’Андре, Александр Богарне), фактически этот пост занимали 49 человек.

## 1789
1. Жан Сильвен Байи (17 июня — 3 июля)
2. Филипп Орлеанский (3 июля)
3. Жан-Жорж де Помпиньян (3 июля — 17 июля)
4. Франсуа XII де Ларошфуко (18 июля — 2 августа)
5. Жак Гийом Туре (3 августа)
6. Исаак Ле Шапелье (3 августа — 16 августа)
7. Станислас де Клермон-Тоннер (17 августа — 30 августа)
8. Сезар-Гийом де Ла Люцерн (31 августа — 13 сентября)
9. Станислас де Клермон-Тоннер (14 сентября — 27 сентября)
10. Жан Жозеф Мунье (28 сентября — 9 октября)
11. Эмманюэль де Сен-Жюст (10 октября — 27 октября)
12. Арман-Гастон Камю (28 октября — 11 ноября)
13. Жак Гийом Туре (12 ноября — 22 ноября)
14. Раймон де Кюсе (23 ноября — 4 декабря)
15. Эмманюэль де Сен-Жюст (5 декабря — 21 декабря)
16. Жан-Николя Демёнье (22 декабря — 3 января 1790 года)

## 1790
1. Франсуа де Монтескью-Фезенсак (4 января — 17 января)
2. Ги-Жан-Батист Тарже (18 января — 1 февраля)
3. Жан-Ксавье де Пюси (2 февраля — 15 февраля)
4. Шарль Морис Талейран (16 февраля — 27 февраля)
5. Франсуа де Монтескью-Фезенсак (28 февраля — 14 марта)
6. Жан-Поль Рабо Сент-Этьен (15 марта — 26 марта)
7. Жак-Франсуа Мену (27 марта — 11 апреля)
8. Шарль-Франсуа де Бонне (12 апреля — 26 апреля)
9. Франсуа-Анри де Вирьё (27 апреля — 28 апреля)
10. Жан-Луи Гутте (29 апреля — 7 мая)
11. Жак Гийом Туре (8 мая — 26 мая)
12. Альбер де Бомет (27 мая — 7 июня)
13. Эмманюэль Сьейес (8 июня — 20 июня)
14. Луи Мишель Лепелетье де Сен-Фаржо (21 июня — 4 июля)
15. Шарль-Франсуа де Бонне (5 июля — 19 июля)
16. Жан-Батист Трельяр (20 июля — 30 июля)
17. Антуан д’Андре (31 июля — 15 августа)
18. Пьер Самюэль Дюпон де Немур (16 августа — 29 августа)
19. Жозеф-Анри де Жессе (30 августа — 10 сентября)
20. Жан-Ксавье де Пуси (11 сентября — 24 сентября)
21. Жан-Луи Эммери (25 сентября — 8 октября)
22. Филипп-Антуан Мерлен де Дуэ (9 октября — 24 октября)
23. Антуан Барнав (25 октября — 7 ноября)
24. Шарль Антуан Шассе (8 ноября — 19 ноября)
25. Александр Ламет (20 ноября — 3 декабря)
26. Жером Петион (4 декабря — 20 декабря)
27. Шарль-Франсуа де Бонне (20 декабря)
28. Антуан д’Андре (21 декабря — 3 января 1791 года)

## 1791
1. Жан-Луи Эммери (4 января — 17 января)
2. Анри Грегуар (19 января — 28 января)
3. Оноре Габриэль де Мирабо (29 января — 13 февраля)
4. Адриен Дюпор (14 февраля — 25 февраля)
5. Луи-Мари де Ноайль (26 февраля — 13 марта)
6. Анн-Пьер де Монтескью-Фезансак (14 марта — 29 марта)
7. Франсуа Дени Тронше (30 марта — 8 апреля)
8. Жан-Батист Шабру (9 апреля — 22 апреля)
9. Жан-Франсуа Ребелль (23 апреля — 8 мая)
10. Антуан д’Андре (9 мая — 23 мая)
11. Жан-Ксавье де Пуси (24 мая — 5 июня)
12. Люк Доши (6 июня — 18 июня)
13. Александр Богарне (19 июня — 2 июля)
14. Шарль Ламет (3 июля — 18 июля)
15. Жозеф Дефермон (19 июля — 29 июля)
16. Александр Богарне (30 июля — 12 августа)
17. Виктор де Брольи (14 августа — 26 августа)
18. Теодор Вернье (27 августа — 9 сентября)
19. Жак Гийом Туре (12 сентября — 30 сентября)